# Armée de l'Air du Cameroun
La Armée de l'Air du Cameroun è l'attuale aeronautica militare del Camerun e parte integrante delle forze armate camerunesi.

## Organizzazione.[3]

### Generali
- General d'Armee Aérienne
- General de Corps D'Armee Aérienne
- General de Division Aérienne
- General de Brigade Aérienne

### Altri ufficiali
- Colonel
- Lieutenant Colonel
- Commandant
- Capitaine
- Lieutenant
- Sous-lieutenant
- Adjudant-chef
- Adjudant

### Sottufficiali
- Sergent-chef
- Sergent
- Caporal-chef
- Caporal

### Soldati
- Soldat de 1ere Clase

## Aeromobili in uso
Sezione aggiornata annualmente in base al World Air Force di Flightglobal del corrente anno. Tale dossier non contempla UAV, aerei da trasporto VIP ed eventuali incidenti accorsi durante l'anno della sua pubblicazione. Modifiche giornaliere o mensili che potrebbero portare a discordanze nel tipo di modelli in servizio e nel loro numero rispetto a WAF, vengono apportate in base a siti specializzati, periodici mensili e bimestrali. Tali modifiche vengono apportate onde rendere quanto più aggiornata la tabella.
| Aeromobile                       | Origine                 | Tipo                                                                     | Versione (denominazione locale) | In servizio (2024) | Note | Immagine         |
| Aerei da combattimento           |                         |                                                                          |                                 |                    | |                  |
| Dassault-Dornier Alpha Jet       | Francia Germania        | aereo da attacco al suolo                                                | Alpha Jet MS2                   | 6                  | 6 Alpha Jet MS2 ricevuti nel 1984, più ulteriori 2 ricevuti successivamente per ripianare le perdite. |                  |
| Aerei per impieghi speciali      |                         |                                                                          |                                 |                    | |                  |
| Cessna 208 Gran Caravan          | Stati Uniti             | ISR                                                                      | C-208B EX ISR                   | 3                  | 3 C208B EX ISR consegnati, uno dei quali consegnato nel 2015 e due a gennaio 2018. |                  |
| IAI Arava                        | Israele                 | ISR                                                                      | Arava 101B-202                  | 1                  | 1 consegnato. |                  |
| Aerei da trasporto               |                         |                                                                          |                                 |                    | |                  |
| Gulfstream III                   | Stati Uniti             | aereo da trasporto VIP                                                   | G.III                           | 1                  | 1 G.III consegnato. |                  |
| Lockheed C-130 Hercules          | Stati Uniti             | Aerei da trasporto                                                       | C-130HC-130H-30                 | 21                 | 2 C-120H ordinati nel 1977, più 1 C-130H-30 nel 1982. Un contratto è stato assegnato alla Marshall Aerospace and Defense Group per la manutenzione, l'addestramento e il supporto della flotta dei tre velivoli in servizio al maggio 2020. |                  |
| Boeing 767                       | Stati Uniti             | Aerei da trasporto                                                       | B767ER                          | 1                  | 1 consegnato. |                  |
| Beechcraft Super King Air        | Stati Uniti             | Aerei da trasporto                                                       | B350i                           | 1                  | 1 B350i consegnato. |                  |
| CASA CN-235                      | Spagna                  | Aerei da trasporto                                                       | CN-235-300M                     | 1                  | 1 CN-235-300M acquistato dalla Spagna nel 2013. | su airliners.net |
| Britten-Norman BN-2 Defender     | Regno Unito             | Aerei da trasporto                                                       | BN-2T                           | 1                  | 1 consegnato. |                  |
| Xian MA-60 Modern Ark            | Cina                    | Aerei da trasporto                                                       | MA60                            | 1                  | 1 MA60 donato dalla Cina nel 2012. |                  |
| Harbin Y-12 Turbo Panda          | Cina                    | aereo da trasporto leggero                                               | Y-12                            | 2                  | 2 consegnati. |                  |
| Aerei da addestramento           |                         |                                                                          |                                 |                    | |                  |
| Fouga CM-170 Magister            | Francia                 | Aerei da addestramento                                                   | CM-170                          | 6                  | 10 consegnati. |                  |
| Humbert Aviation Tétras          | Francia                 | Aerei da addestramento                                                   | Tétras 912 BSM/CSM              | 7                  | 7 Tétras 912 BSM/CSM consegnati a partire dal 2001. |                  |
| Elicotteri                       |                         |                                                                          |                                 |                    | |                  |
| AgustaWestland AW109             | Italia                  | elicottero utility elicottero d'attacco leggero                          | AW109M                          | 4                  | 4 AW109M ordinati nel 2017 e consegnati nel 2021. |                  |
| Harbin Z-9 Haitun                | Cina                    | Elicotteri utility                                                       | Z-9WE                           | 2                  | 4 Z-9WE ordinati nel 2013, consegnati nel 2014, due dei quali persi rispettivamente ad aprile 2015 ed a maggio 2019. |                  |
| Sud-Aviation SA 316 Alouette III | Francia                 | Elicotteri utility                                                       | SA 316B                         | 1                  | 4 consegnati. |                  |
| Aérospatiale SA 318 Alouette     | Francia                 | elicottero leggero utility                                               | SE 313B                         | 1                  | 3 consegnati. |                  |
| Aérospatiale AS 332 Super Puma   | Francia                 | elicotteri da trasporto VIP                                              | AS 332L1                        | 1                  | 2 consegnati. |                  |
| Aérospatiale SA 365 Dauphin 2    | Francia                 | elicotteri da trasporto VIP                                              | SA-365N                         | 1                  | 1 consegnato. |                  |
| Aérospatiale SA 341 Gazelle      | Francia                 | Elicotteri d'attacco                                                     | SA-342L                         | 1                  | 4 consegnati. |                  |
| Mil Mi-24 Hind                   | Unione Sovietica        | Elicotteri d'attacco                                                     | Mi-24V                          | 2                  | 2 Mi-24V ex slovacchi consegnati nel 2016, dopo essere stati aggiornati in Polonia. |                  |
| Mil Mi-17 Hip                    | Unione Sovietica Russia | Elicottero utility elicottero multiruolo                                 | Mi-17-1V Hip-HMi-17V5           | 23                 | 2 Mi-17-1V usati ricevuti nel 2013, più 3 nuovi Mi-17V5 ricevuti nel 2014. |                  |
| Bell 206 Long Ranger III         | Stati Uniti             | elicottero da ricognizione elicottero da collegamento elicottero utility | B 206B-3                        | 1                  | 2 Bell 206B-3 configurati per ricognizione, trasporto leggero e collegamento ricevuti alla fine degli anni ottanta. Uno dei Bell 206B-3 è stato perso nel 2017.                                                                             |                  |
| Bell 412                         | Stati Uniti             | elicottero multiruolo                                                    | B 412EP                         | 4                  | 3 Bell 412EP consegnati nel febbraio 2010, con uno dei due perso il 22 novembre dello stesso anno e rimpiazzato nel 2015. Due ulteriori Bell 412EP sono stati consegnati, uno a maggio 2019 ed uno a marzo 2020.                            |                  |

## Aeromobili ritirati
- Atlas Impala Mk. I/ Mk. II - 6 esemplari (1997-2004)[2][5]